# SPEEDWAY
SPEEDWAY（スピード・ウェイ）は、日本のロックバンド。後にTM NETWORKを結成する小室哲哉、宇都宮隆、木根尚登が在籍していた。

## 来歴
1976年にSPEEDWAYの前身となるバンド「フリースペース」が活動開始。三多摩地区のレコード店等が主催していたイベント・コンテストに参加していた。
1979年にシングル「夢まで翔んで - DreamAway - 」でSPEEDWAYとしてメジャーデビュー。1980年にシングル「Rockin' on the 月光仮面」、アルバム『Base Area』（ベースエリア）をリリース（いずれも東芝Expressから）。アルバム『Base Area』から小室がバンドへ参加している。
当時としては珍しいアメリカンロックをベースとした音楽を展開していた。小室加入前のアルバム『ESTHER』では当時のメンバー全員で編曲を行っていた。
1983年に宇都宮と木根が、小室が提案したTM NETWORKの結成に同意したため、バンドは休眠化。そのまま自然消滅することとなった。
1996年11月24日には、宇都宮・木根のファンクラブ合同イベントとして、「SPEEDWAY ～夢まで翔んで～ Only One Night Dream Away」にて一夜限りの再結成が実現した。ただし、小室はスケジュールが合わず音声メッセージのみでライブは不参加。
また2007年に発売されたTM NETWORKのアルバム『SPEEDWAY』は、過去の自分たちへのオマージュとなっている。
2019年8月28日、結成40年目に宇都宮発起により23年ぶりに「SPEEDWAY 40th ～☆Folk Pavilion☆もやるよ!!」でライブが行われた。

## メンバー
- 木根尚登
  - キーボード・ピアノ・ボーカル・アコースティックギター。リーダー。小室哲哉の加入前はキーボード全般も担当。後にTM NETWORKのギターを担当。
- 宇都宮隆
  - ボーカル。後にTM NETWORKのボーカルを担当。
- 岩野光邦
  - ギター。
- 樋口潔志
  - ベース。
- 荒井克己
  - パーカッション。1980年に一時脱退し、1981年に再加入。後にTM NETWORK・木根尚登・久保こーじのチーフマネージャーとして活動[2]。
- 河鰭良成(hata☆ken)
  - ドラムス。1980年、杉本ユウ脱退後に参加。1983-1985年石川優子のバックバンドに参加。SPEEDWAYサイトを運営中。

### 旧メンバー
- 杉本ユウ
  - ドラムス。1980年脱退。後にTMNのツアードキュメント等で登場する“松山のユウちゃん”と言われる人物である。解散後も、木根達と連絡を取り合っていた。その後ライブハウスを経営していたが、2005年急逝。
- 小室哲哉
  - キーボード。1980年、シングル『Rockin' On the 月光仮面』より参加。1981年脱退。後にTM NETWORKのシンセサイザー・キーボードを担当。

## ディスコグラフィ

### シングル
- 夢まで翔んで/WEEK END LIFE (HOT SUMMER WEEK END)（1979年9月5日）ETP-10593
- Rockin' On the 月光仮面/DANCING RIDER（1980年3月20日）ETP-10693

- 武田食品工業「プラッシー」CMソング
- CAPTAIN AMERICA/SMILE AGAIN (ANYTIME YOU'RE MY LOVE)（1980年9月5日）ETP-17043

### アルバム
1. THE ESTHER (1979年10月5日)
  1. 今夜はゲーム 〜MIDNIGHT GAME〜
  2. SUPER STAR, GOOD MORNING
  3. ミズ・ミラージュ (MIS. MIRAGE)
  4. WEEKEND LIFE 〜HOT SUMMER WEEK END〜
  5. 彼方より 〜A LONG DISTANT LOVE〜
  6. 夢まで翔んで 〜DREAM AWAY〜
  7. ドア (THE DOOR)
  8. 眠りの森 (NEMURI NO MORI)
  9. JUST LOVE STORY
  10. 神話 〜THE MYTH〜
2. BASE AREA (1980年11月5日)
  1. OH! MISTAKE
  2. CLOSE YOUR EYES
  3. LOVE GOES ON
  4. CAPTAIN AMERICA
  5. MICHAEL
  6. ACT 810
  7. SMILE AGAIN (ANYTIME YOU’RE MY LOVE)
  8. NOBODY KNOWS
  9. DREAMLIKE TALE
3. THE BEST OF SPEEDWAY（1990年1月18日）
  1. 夢まで翔んで 〜DREAM AWAY〜
  2. 眠りの森
  3. JUST LOVE STORY
  4. 神話〜THE MYTH〜
  5. 今夜はゲーム 〜MIDNIGHT GAME〜
  6. DANCING RIDER
  7. ROCKIN’ ON THE 月光仮面
  8. CAPTAIN AMERICA
  9. CLOSE YOUR EYES
  10. SMILE AGAIN (ANYTIME YOU’RE MY LOVE)
  11. DREAMLIKE TALE
4. THE ESTHER/BASE AREA (1990年7月25日再発、二枚組)
5. SPEEDWAY BEST COLLECTION （1992年8月26日）
6. GOLDEN☆BEST（2003年3月19日）
  1. 夢まで翔んで 〜DREAM AWAY〜
  2. WEEKEND LIFE 〜HOT SUMMER WEEK END〜
  3. ROCKIN’ ON THE 月光仮面
  4. DANCING RIDER
  5. CAPTAIN AMERICA
  6. SMILE AGAIN (ANYTIME YOU’RE MY LOVE)
  7. 彼方より 〜A LONG DISTANT LOVE〜
  8. 神話〜THE MITH〜
  9. 今夜はゲーム 〜MIDNIGHT GAME〜
  10. ドア (THE DOOR)
  11. 眠りの森 (NEMURI NO MORI)
  12. ミズ・ミラージュ (MIS. MIRAGE)
  13. ACT 810
  14. CLOSE YOUR EYES
  15. MICHAEL
  16. OH! MISTAKE

### 参加作品
1. Missオレンジ・ショック - 愛しのリナ / ア･イ･タ･イ TEL（1980年7月21日）ETP-17021